# 正定主教座堂
正定主教座堂是天主教正定教区在1948年以前的原主教座堂，位于中国河北省正定县县城中山东路（常山东路）路北56号二五六医院内。该堂创建于1858年，1948年被征用改为华北大学校园。现在由二五六医院占用作为礼堂使用，仍未归还教会。教堂建筑仍然存在，但是已经遭到重大改建，原有的高大钟楼早已不存。

## 历史

### 创建：董若翰主教
1856年（清咸丰六年）5月30日，教廷将天主教北京教区划分为3个代牧区：直隶北境代牧区、直隶西南代牧区（正定、顺德两府，定州、赵州2直隶州，共28县）和直隶东南代牧区，主教座堂分别设在北京、正定和献县。前2个教区由法国遣使会负责，而直隶东南代牧区交给法国耶稣会负责。
最初2年，由北京教区的法国主教代理直隶西南代牧区的教务。1858年，直隶西南代牧区的第一任法籍主教董若翰（Mgr Anouilh，1819年-1869年）来到正定。他善于同官府打交道，得到正定府城東門里，清廷赐给的隆兴寺西侧行宫建为教堂。同治六年（1867年），以白银4万两，在院内北部正中建造带有两座雄伟钟楼的主教座堂，（大堂为马蒂神甫设计，钟楼系中国建筑师设计），在两侧建首善堂、仁慈堂，1919年扩建并彩饰主教座堂。整个主教公署占地175亩，房屋1240间。
1900年庚子事变期间，直隶西南代牧区周边的直隶北境代牧区（北京）、直隶东南代牧区（献县）和山西北境代牧区（太原）都发生了屠杀数千教徒的惨剧。但直隶西南代牧区只有150名教徒遇难。当时在其东邻隆兴寺开坛的义和团准备攻打主教座堂，但被隆兴寺的意定和尚制止，教堂平安度过一劫。

### 尾声
1948年，人民政府将华北联大和北方大学合并成华北大学，即今日中国人民大学前身，校址设在正定主教座堂。丁玲、吴玉章曾在栖贤楼居住，丁玲的小说《太阳照在桑干河上》也在此完成。后由二五六医院占用作为礼堂使用，教会标记多被拆除。

## 现状
正定主教座堂建筑目前仍然存在，但是已经遭到重大改建，原有哥特式风格的高大钟楼早已拆除，华丽的正立面也严重受损，并涂成粉色。侧面还残存有扶壁。正立面左右各有一座碑亭，石碑上刻有“善牧为羊舍命”字样，以及正定天主堂惨案中各位殉教者的姓名。教堂东侧紧邻隆兴寺的一些建于19世纪的西洋建筑也得到保存，已于1998年列为重点保护建筑。

## 保护
2018年2月14日，华北大学旧址由河北省人民政府公布为第六批河北省文物保护单位，编号VI-5-14。